# Lise Henningsen
Lise Henningsen (* 5. September 1931 als Lise Rasmussen in Kopenhagen; † 28. Januar 2019 ebenda) war eine dänische Schauspielerin.

## Leben
Henningsen arbeitete anfänglich als Verkäuferin beim Magasin du Nord in Kopenhagen. 1954 fing sie als Schauspielerin unter dem Theaterleiter und Regisseur Stig Lommer am ABC Teatret an. Nach anfänglichen kleineren Auftritten bekam sie dort auch verschiedene feste Hauptrollen, wo sie unter anderem meist zusammen mit Grethe Hoffenblad auftrat. Später absolvierte eine Schauspielausbildung, wo sie danach auch Engagements am Det Ny Teater, Ungdommens Teater, Gladsaxe Teater und am Folketeatret hatte. Neben weiteren Auftritten am ABC Teatret gründete sie später mit ihrem Kollegen Jens-Erik Placing das Kindertheater-Focus.
Fast zeitgleich zu ihrer Theaterkarriere begann Henningsen, regelmäßig als Schauspielerin in Film- und Fernsehproduktionen aufzutreten. 1956 hatte sie ihr Filmdebüt in einer Nebenrolle in dem Filmdrama Ein Mädel zum Küssen, gefolgt von vier weiteren Auftritten im gleichen Jahr, wie in  Vi som går stjernevejen, Dansende til Lis' sang i starten, Færgekroen, Dansende til Grauengraards und in Tante Tut fra Paris. 1957 trat sie in dem deutschen Film Für zwei Groschen Zärtlichkeit auf. Weitere Auftritte hatte Henningsen unter anderem 1964 in dem Film Jungfernstreich und 1967 in Jeg er sgu min egen! und in Ich, Christine Keeler sowie 1970 in Rend mig i revolutionen und als Lena in Katja – Alle brauchen Liebe. Sie spielte in zwei Filmen der dänischen Olsenbande-Filmreihe, und in dem Film Ballade på Christianshavn sowie in den Serien Smuglerne, Oh, diese Mieter und Die Leute von Korsbaek wirkte sie ebenfalls mit. Ihren letzten Filmauftritt hatte Henningsen 1989 in dem Drama Kærlighed uden stop.

## Filmografie
- 1956: Ein Mädel zum Küssen (Kispus)
- 1956: Tante Tut fra Paris
- 1956: Færgekroen
- 1956: Vi som går stjernevejen
- 1957: Für zwei Groschen Zärtlichkeit
- 1961: Løgn og løvebrøl
- 1961: Den grønne elevator
- 1961: Jetpiloter
- 1962: Prinsesse for en dag
- 1962: Han, Hun, Dirch og Dario
- 1963: Ich, Christine Keeler (The Keeler Affair)
- 1964: Jungfernstreich (Fem mand og Rosa)
- 1965: En ven i bolignøden
- 1965: Der Bettelprinz (Der var engang)
- 1967: Jeg er sgu min egen
- 1967: Far laver sovsen
- 1968: Jeg elsker blåt
- 1968: Die Olsenbande (Olsen-banden)
- 1968: Dyrlægens plejebørn
- 1969: Stine og drengene
- 1969: Komteß Elsa – Das Loch im goldenen Käfig (Der kom en soldat)
- 1969: Die Olsenbande in der Klemme (Olsen-banden på spanden)
- 1970: Rend mig i revolutionen
- 1970: Katja – Alle brauchen Liebe (Daddy, Darling)
- 1970: Smuglerne (Fernsehserie)
- 1971: Ballade på Christianshavn
- 1974: Rundt på gulvet – tendenser i dansk politik (Kurzfilm)
- 1974: Oh, diese Mieter! (Huset på Christianshavn) (Fernsehserie)
- 1974: Mafiaen – det er osse mig!
- 1975: Ein Doppeldecker für Madame O. (I Tvillingernes tegn)
- 1976: Die Reitschule der Madame O (I Løvens tegn)
- 1976: Piger i trøjen 2
- 1978: Firmaskovturen
- 1978: Mig og Charly
- 1979: Die Leute von Korsbaek (Matador, Fernsehserie)
- 1989: Kærlighed uden stop